# Albinyana
Albinyana település Spanyolországban, Tarragona tartományban. Albinyana Banyeres del Penedès, Masllorenç, El Vendrell, La Bisbal del Penedès, Santa Oliva és Bonastre községekkel határos. Lakosainak száma 2677 fő (2024).

## Népesség
A település népessége az elmúlt években az alábbi módon változott:
| Lakosok száma | 272  | 1081 | 743  | 572  | 636  | 1926 | 2275 | 2335 | 2438 | 2677 |
|               | 1717 | 1887 | 1936 | 1960 | 1986 | 2004 | 2009 | 2014 | 2019 | 2024 |